# Lama He
Lama He (kinesiska: 拉马河) är ett vattendrag i Kina. Det ligger i provinsen Liaoning, i den nordöstra delen av landet, omkring 44 kilometer norr om provinshuvudstaden Shenyang.
Genomsnittlig årsnederbörd är 967 millimeter. Den regnigaste månaden är augusti, med i genomsnitt 214 mm nederbörd, och den torraste är januari, med 9 mm nederbörd.